# Magical Mystery Tour
Magical Mystery Tour е студиен албум на британската рок група Бийтълс, издаден през 1967 г. Заедно с албума излиза и филмът, носещ същото име. Във Великобритания албумът първоначално е издаден като двойна EP с шест песни, а на американския пазар е издаден като LP. Луксозната опаковка съдържа и цветна книжка с 28 страници, в която са отпечатани и текстовете на песните (в американската версия само на песните от филма) и освен това съдържа снимки от филма. 
Продуцент на албума е Джордж Мартин.
Strawberry Fields Forever и Penny Lane са сред първите три песни, записани по време на записите на албума Sgt. Pepper's Lonely Hearts Club Band.

## Песни
Списък с песни: 

### Страна 1
1. Magical Mystery Tour (Ленън/Маккартни, вокалист Ленън)
2. The Fool on the Hill (Ленън/Маккартни, вокалист Маккартни)
3. Flying (Харисън/Ленън/Маккартни/Старки, инструментал)
4. Blue Jay Way (Харисън, вокалист Харисън)
5. Your Mother Should Know (Ленън/Маккартни, вокалист Маккартни)
6. I Am the Walrus (Ленън/Маккартни, вокалист Ленън)

### Страна 2
1. Hello, Goodbye (Ленън/Маккартни, вокалист Маккартни)
2. Strawberry Fields Forever (Ленън/Маккартни, вокалист Ленън)
3. Penny Lane (Ленън/Маккартни, вокалист Маккартни)
4. Baby, You're a Rich Man (Ленън/Маккартни, вокалист Ленън)
5. All You Need Is Love (Ленън/Маккартни, вокалист Ленън)